# Poštolka rudonohá
Poštolka rudonohá (Falco vespertinus) je malý druh dravého ptáka z čeledi sokolovitých.

## Popis

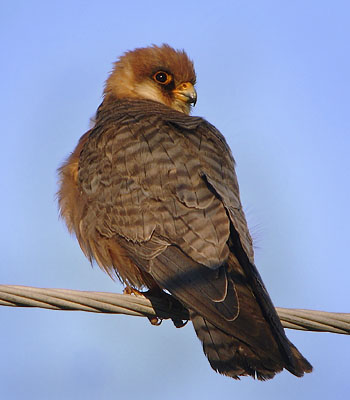
Samice poštolky rudonohé

Velikosti poštolky obecné, délka těla 28–34 cm, rozpětí křídel 65–76 cm. Samec je celý modrošedý, s červenými kalhotkami a podocasními krovkami a stříbřitě šedými letkami. Samice má spodinu rezavou bez proužkování, hřbet šedý s tmavým proužkováním a hlavu žlutavě bílou. Mladí ptáci se podobají ostříži lesnímu.

## Rozšíření
Souvislý areál rozšíření sahá od západní Ukrajiny, Běloruska a Ruska východně po 120. poledník na Sibiři. Ostrůvkovitě hnízdí i v některých dalších státech Evropy. Tažný druh, zimuje v jižní Africe. Hnízdí v otevřené krajině s lesíky, ve stepích a v údolích kolem řek.

## Výskyt v Česku
V České republice poštolka rudonohá dříve hnízdila, poslední hnízdění bylo prokázáno v roce 1973 u Grygova na Olomoucku. Od té doby bývají pozorováni jednotliví ptáci nebo páry i v hnízdním období (především na jižní Moravě), další hnízdění však doloženo nebylo až do roku 2019, kdy jeden pár zahnízdil u Hrdibořic v okrese Prostějov. V roce 2023 hnízdila opět na střední Moravě a také na Hodonínsku, kde pár vyvedl čtyři mláďata. Celkem bylo v letech 1907–2023 v Česku prokázáno hnízdění 20 párů a popsáno dalších 12 možných hnízdění.

## Hnízdění

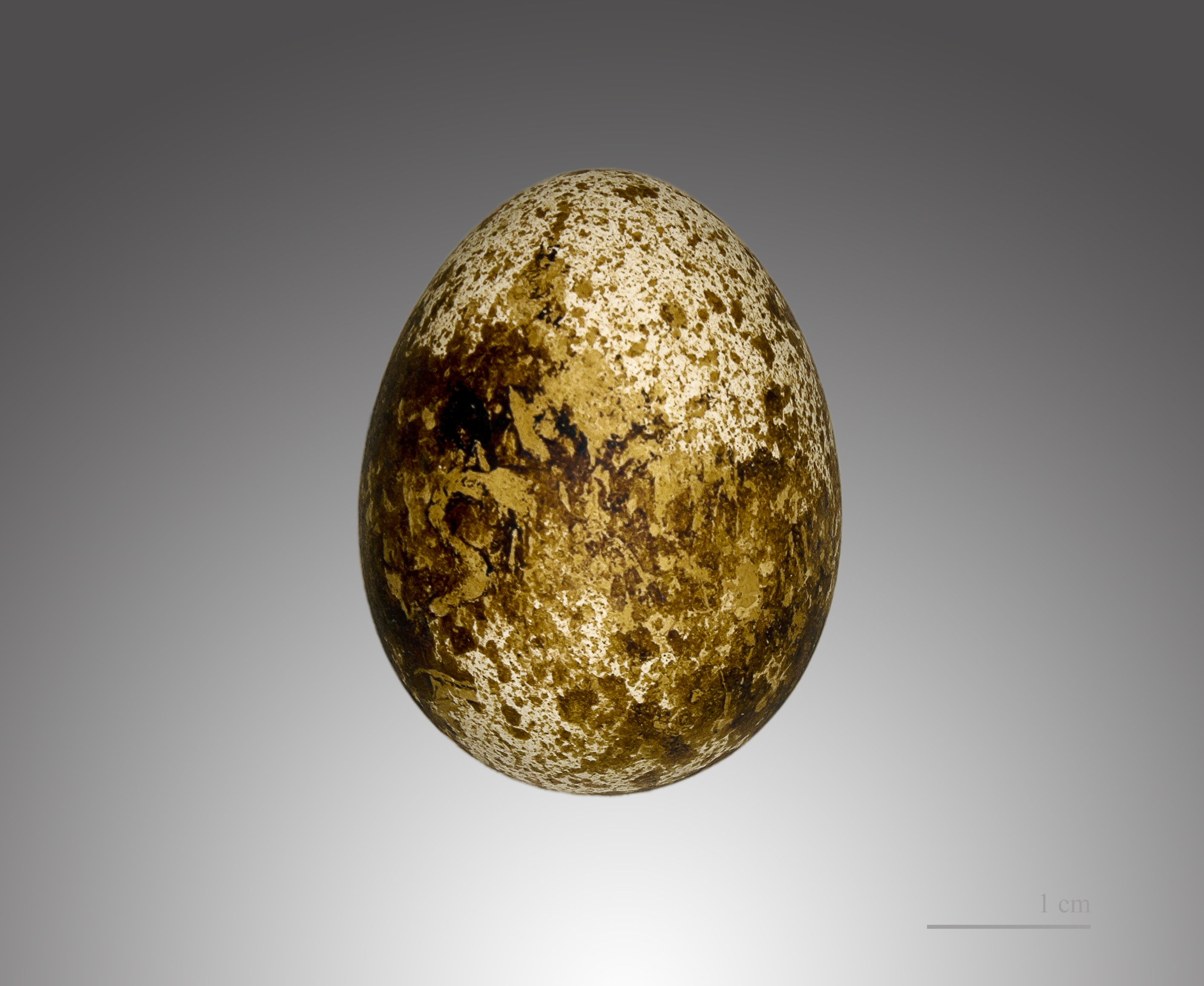
Vejce poštolky rudonohé (Falco vespertinus)

Hnízdí většinou v koloniích ve starých hnízdech krkavcovitých ptáků (např. havranů), vzácně i samostatně. Snůška čítá 3–4(–5) nažloutlých nebo rezavých, hustě tmavě skvrnitých vajec o rozměrech 36,8 × 29,2 mm, jejichž inkubace trvá 22–23 dnů. Sedí oba ptáci. Mláďata krmí zpočátku pouze samice, která na hnízdě porcuje potravu přinášenou samcem, později oba rodiče. Vzletnosti dosahují ve věku 26–28 dnů a pohlavně dospívají po 1. roce věku.

## Potrava
Loví hlavně hmyz, méně i drobné obratlovce. Kořisti se zmocňuje na zemi i ve vzduchu.